# Roeselia pura
Roeselia pura är en fjärilsart som beskrevs av Rothschild 1916. Roeselia pura ingår i släktet Roeselia och familjen trågspinnare. Inga underarter finns listade.